# كولن بارلو
كولن بارلو (بالإنجليزية: Colin Barlow)‏ هو لاعب كرة قدم بريطاني، ولد في 14 نوفمبر 1935، وتوفي في 20 ديسمبر 2018. لعب مع أولدهام أثلتيك ومانشستر سيتي ونادي دونكاستر روفرز.